# 雷吉斯·德布雷
朱尔·雷吉斯·德布雷（法語：Jules Régis Debray，發音：[ʒyl ʁeʒis dəbʁɛ]；1940年9月2日—），法国哲学家、新闻工作者、学者。1967年，与身在玻利维亚的切·格瓦拉结交。后赴智利曾与智利总统萨尔瓦多·阿连德进行过会面谈话。1973年返回法国，曾在法国政府担任职务。2010年6月，赴中国讲学。他在格瓦拉主义的基础上，提出了“焦点主义”。2003年，获孔堡-夏多布里昂大奖。

## 外部連結
- Les Cahiers de médiologie （页面存档备份，存于）